# John McCormack (biskup)
John Brendan McCormack (ur. 12 sierpnia 1935 w Winthrop, Massachusetts, zm. 21 września 2021 w Manchester) – amerykański duchowny katolicki, emerytowany biskup diecezji Manchester.
Kształcił się w Boston College High School, a także Archidiecezjalnym Seminarium św. Jana w Bostonie. Święcenia kapłańskie otrzymał 2 lutego 1960 roku w katedrze Świętego Krzyża w Bostonie z rąk kardynała Richarda Cushinga, arcybiskupa Bostonu. Pracował duszpastersko jako wikariusz, a w latach 1967-1981 był dyrektorem wykonawczym North Shore Catholic Charities Center w Peabody. Od roku 1981 proboszcz parafii Niepokalanego Poczęcia NMP w Malden. W latach 1984–1994 był sekretarzem kurii archidiecezjalnej ds. kadrowych. Później sprawował funkcję proboszcza parafii św. Franciszka Ksawerego w Weymouth.
21 listopada 1995 otrzymał nominację na biskupa pomocniczego archidiecezji Boston ze stolicą tytularną Cerbali. Sakry udzielił mu kardynał Bernard Law. W dniu 21 lipca 1998 mianowany został ordynariuszem diecezji Manchester w New Hampshire. 
Jego rządy w diecezji są do dziś naznaczone skandalem molestowania seksualnego dzieci przez duchownych. W roku 2002 McCormack pod presją opinii publicznej ujawnił nazwiska 14 księży, którzy wykorzystywali dzieci. Przenosił on ich wcześniej z parafii do parafii nie wyciągając żadnych konsekwencji i ukrywając prawdę o ich skłonnościach. Papież przyjął jego rezygnację 19 września 2011.